# Chillera

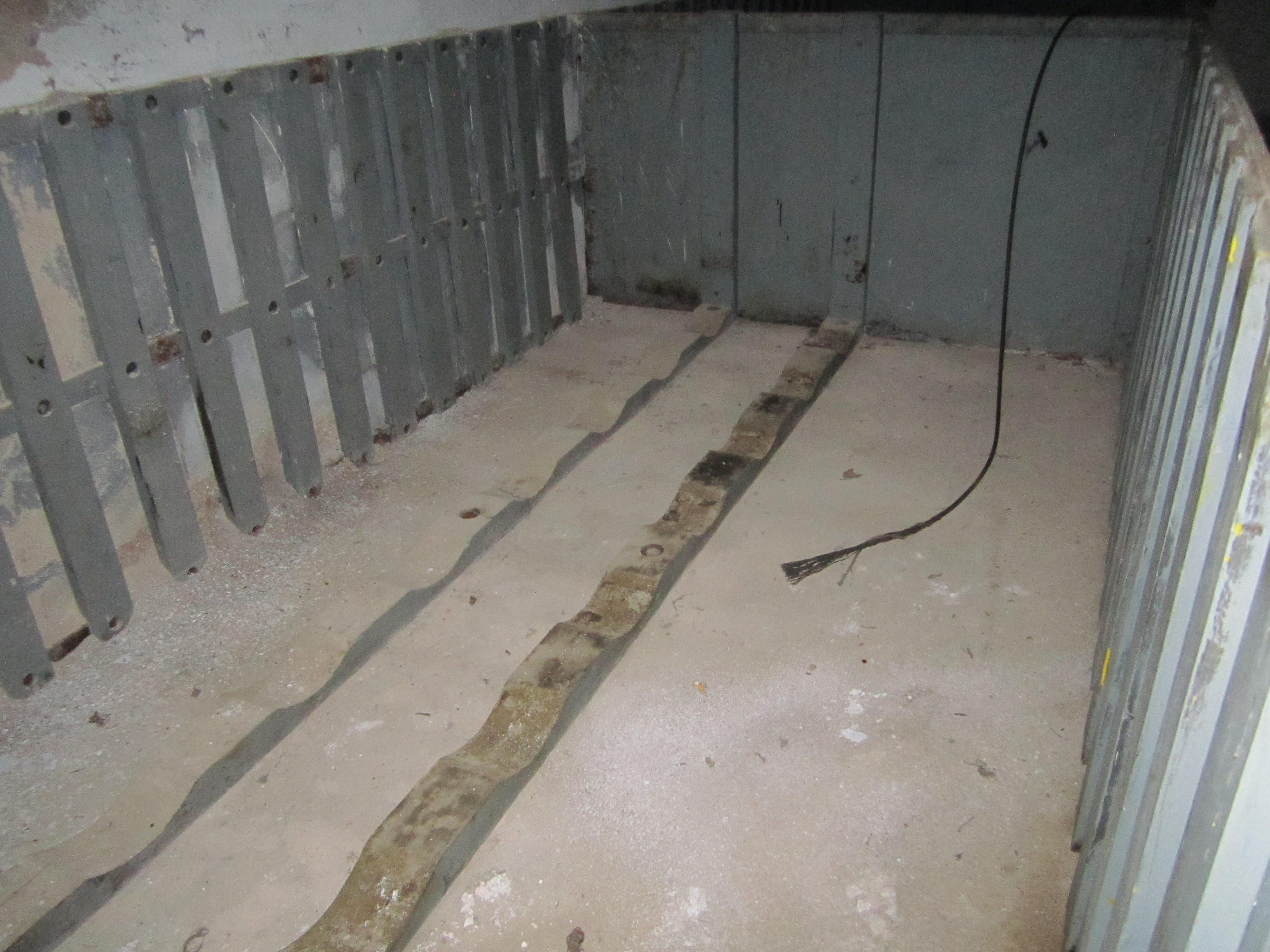
Interior de una chillera volante

En náutica, las chilleras (baleros) de un buque, son los accesorios de madera, permanentes o volantes colocados en un espacio utilizado para mantener munición (balas de cañón, metralla) disponibles cerca de una pieza de artillería (cañón). (ing. Shot garland).
Sirve para evitar que la munición se toque una con otra, evitando con ello su oxidación; además de para ordenarla y evitar que se mueva (como en un buque en alta mar).

## Tipos
| Tipo                    | Descripción |
| ----------------------- | --- |
| Chillera de tabloncillo | Es el riel o tabloncillo con muescas semiesféricas en su superficie separadas regularmente de centro a centro una distancia mayor al diámetro de la munición, clavados en cada chaza (espacio comprendido entre dos portas y el eje de crujía) de las amuradas de un buque, sirve para colocar munición. |
| Chillera de cerco       | Es el pequeño cerco cuadrado o triangular formado con listones o barretas puestos en la cubierta de un buque, entre cañón y cañón, sirve para colocar munición. |
| Chillera volante        | Es el cajón con divisiones, se puede llevar y poner donde se necesite, sirve para colocar munición. |